# Sociedad de los Ferrocarriles de Almansa a Valencia y Tarragona
La Sociedad de los Ferrocarriles de Almansa a Valencia y Tarragona (AVT) fue una compañía ferroviaria española que existió durante la segunda mitad del siglo XIX, hasta que desapareció tras ser anexionada por la Compañía de los Caminos de Hierro del Norte de España. Tuvo su ámbito de actuación en la zona del Levante español.

## Historia

### Orígenes y nacimiento de la compañía
El 12 de julio de 1845, se da la concesión de un ferrocarril de Valencia a Madrid por Albacete, Almansa, Játiva y Alcira al británico Wole, venido a promover la idea del ferrocarril en España con algunos de sus compatriotas. Poco después, crean la Sociedad del Ferrocarril de Madrid a Valencia, con un capital de 240 millones de reales. Es una sociedad efímera: al poco de haber realizado algunos trabajos, se convoca una asamblea general de los accionistas en 1847 para la disolución de la compañía. Los pocos trabajos realizados y los derechos de concesión se ceden al español Próspero Volney, pero el nuevo convenio ya no se refiere más que al tramo de Grao de Valencia a Játiva (que llevaba en ese momento el nombre de San Felipe de Játiva). A principios de 1851, Volney cede sus derechos al empresario valenciano José Campo Pérez. Es él el que construirá la línea y establecerá una verdadera red. Antes de finales de año, funda la Compañía del Ferrocarril de Játiva a El Grao de Valencia. La primera sección de Valencia al Grao se abre en 1852 y dos años después el ferrocarril alcanza Játiva, motivo de grandes celebraciones.
Cuando José Campo crea su primera compañía, nadie sabe aún a qué puerto del Mediterráneo va a llegar la línea entonces en construcción de Madrid a Aranjuez. Puede lógicamente esperar una simple conexión con su línea, lo que permitiría desembocar en Valencia. Pero está en competencia con José de Salamanca que tiene sus propias ideas sobre la cuestión y pide al Gobierno, el 21 de junio de 1851, prolongar la línea de Aranjuez hasta Alicante. El Ministerio está indeciso. Inicialmente, sólo concede a José de Salamanca una prolongación de Aranjuez a Almansa, lo que deja la vía abierta a todas las posibilidades: salida hacia el mar por Valencia, por Alicante, o incluso por Cartagena, una solución favorecida por los militares. Finalmente, a José Campo se le escapa la conexión desde Madrid, ya que se favorece la opción de Alicante. Obtiene, sin embargo, la concesión del tramo Almansa-Játiva por decreto del 26 de agosto de 1852.

### Proyectos de ampliación
Habiendo obtenido la concesión de una primera prolongación, José Campo se limita inicialmente a acabar la línea de Játiva. Es necesario mencionar que el anteproyecto elegido por el Gobierno para la prolongación hacia Almansa no le gusta demasiado y que desea modificarlo. Su nueva propuesta de trazado es aprobada mediante una ley de 6 de febrero de 1856. La sociedad toma entonces el nombre de Compañía del Ferrocarril de El Grao de Valencia a Almansa. Los trabajos comienzan inmediatamente, con carriles montados con traviesas metálicas. Almansa se alcanzará en 1859.
Un año antes, el 15 de marzo de 1858, la compañía MZA alcanzaba Alicante, permitiendo la primera conexión ferroviaria entre Madrid y el Mediterráneo. Esta potente compañía ya piensa en extenderse y ha puesto sus miras abiertamente sobre la empresa de José Campo, con quien abre negociaciones con el fin de una fusión. Una operación que sería tanto más jugosa cuanto que una ley del 5 de julio de 1856 había concedido a José Campo una línea de Valencia a Tarragona. Con todo, José de Salamanca tiene dudas. La línea de Almansa parece haber sido construida de forma ligera, Varios puentes son de madera y Valencia sólo dispone de una estación de ferrocarril provisional y, en general, queda mucho por hacer. Antes de decidirse por una fusión, la MZA desea examinar la línea en sus menores detalles. La negociación se prolonga. Por otro lado, la sociedad valenciana tiene dificultades financieras y el 15 de febrero de 1859, MZA le concede un crédito de 12 millones de reales, lo que le da una opción para la fusión. Un compromiso con José de Salamanca parecía haberse alcanzado el 20 de abril de 1859, pero José Campo desea compensaciones. Se entrevista con el barón de Rothschild en París en sucesivas ocasiones en 1860 sin llegar a un acuerdo. Cada compañía conservará su independencia. En 1861, la sociedad cambia de nuevo de nombre. Se trata ahora de la Sociedad de los Ferrocarriles de Almansa a Játiva y a El Grao de Valencia.
Cuando la línea de Tarragona se concede a José Campo, éste cuenta con el apoyo financiero de la Sociedad General Catalana de Crédito y la Sociedad Valenciana de Fomento. La crisis económica de 1857 causa muchos problemas al banco catalán, que cede todos sus derechos a José Campo. Un real decreto de 21 de marzo de 1861 regulariza esta situación, concediendo ya la concesión sólo a José Campo y al banco valenciano. El 5 de marzo de 1862, la compañía toma oficialmente el nombre de Sociedad de los Ferrocarriles de Almansa a Valencia y Tarragona (AVT). Añadiendo los 279 km de esta línea que aún deben ser construidos, por algún tiempo la compañía AVT se convertirá en la tercera de España en importancia después de Norte y MZA.
Al principio, los trabajos avanzan rápidamente. Se alcanza Castellón de la Plana a finales de 1862, pero la crisis que va a afectar a la Sociedad Valenciana de Fomento a partir de 1864 va a retrasar fuertemente los trabajos. Es necesario mencionar que éstos alcanzan un área especialmente difícil. El mayor obstáculo es el paso del río Ebro cerca de su desembocadura, que será estudiado a partir de 1859 y que debe permitir el paso de los buques hasta el puerto de Tortosa. El ejército exige que el puente tenga una luz de 17 metros. Además es necesario tener en cuenta también las crecidas siempre imprevisibles del río. Un real decreto del 10 de julio de 1865 crea una comisión encargada de encontrar el mejor punto para cruzar el río. En 1866, el Gobierno fija definitivamente este punto en Tortosa. El puente se inaugura finalmente el 21 de junio de 1868, garantizando la continuidad del trazado de Valencia a Barcelona.

### Últimos proyectos

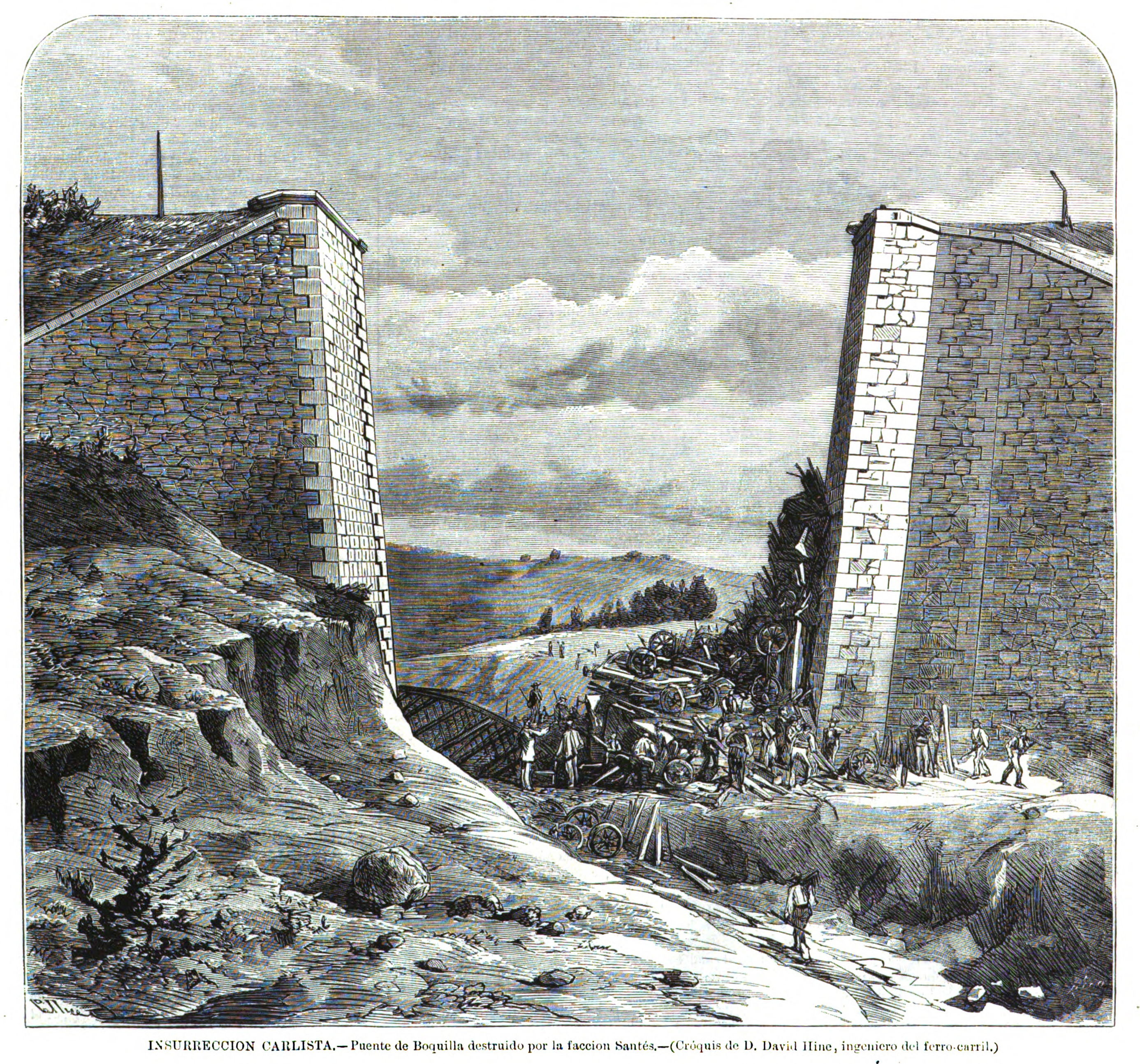
Puente ferroviario de Boquilla, entre Mogente y Vallada, destruido por los carlistas a finales de 1873.

La crisis económica de 1866 causa serios problemas financieros a la compañía, pero sobre todo a la Sociedad Valenciana de Crédito. Aunque Campo se negó a liquidarla, se vio obligado a admitir a un importante grupo de financieros catalanes. Estos desarrollan una guerra larvada contra los métodos empleados por el entorno de Campo, llegando hasta lanzar graves acusaciones de corrupción. La celebración de un acuerdo con los acreedores de la compañía, en 1872, permite consolidar la posición financiera de la compañía. Campo puede entonces examinar la extensión de su red. A principios de los años 1880, adquiere dos compañías con líneas en vía métrica. La "Compañía Anónima del Tram-way de Carcagente a Denia" acaba de obtener la autorización de utilizar la tracción de vapor. Poco interesados en la inversión necesaria para la conversión, sus propietarios (la familia Trénor) ceden la concesión a José de Campo el 23 de septiembre de 1880. Es él que equipa la línea para la tracción vapor, el primer tren circulando el 28 de noviembre de 1881. La línea se transfiere oficialmente al AVT el 15 de agosto de 1883. La segunda línea pertenece a la "Compañía Anónima del Tram-way de Carcagente a Gandía", entonces con grandes dificultades financieras y José de Campo obtiene su concesión el 19 de enero de 1881. De Campo también obtiene para esta línea la autorización de utilizar la tracción vapor. Este tramo se transferirá oficialmente al AVT el 1 de agosto de 1889.
Muy rápidamente, esta pequeña red, que da servicio a una rica región agrícola para la que transporta naranjas y distintas mercancías, va a convertirse en uno de los pulmones económicos de la compañía. Así el año 1890 aporta 47.301 toneladas de mercancías y 246.630 viajeros a la red de AVT. Al mismo tiempo, José Campo piensa en construir un ramal de Sagunto a Segorbe, y a lanzar otro, de un punto de la línea Játiva - Almansa, hacia Murcia. En 1887, pide la concesión de una línea Játiva-Alcoy sin subvención. La construcción de esta línea de difícil trazado va a ser retrasada por las inclemencias meteorológicas. José Campo nunca verá el final, dado que fallece en agosto de 1889. Sin su energía y con la acumulación de los problemas financieros, su Compañía desaparece con él. El 25 de mayo de 1891, se firma un contrato con la Compañía de los Caminos de Hierro del Norte de España para la cesión del AVT. La cesión es ratificada mediante una ley de 30 de julio. Es "Norte" quien se encargará de finalizar la línea Játiva-Alcoy.

## Red

### Ancho ibérico
| Fecha                   | Sección                         | Longitud (km) |
| 22 de marzo de 1852     | Valencia-El Grao de Valencia    | 4,189         |
| 24 de octubre de 1852   | Valencia-Silla                  | 12,356        |
| 8 de diciembre de 1852  | Silla-Benifayó                  | 8,907         |
| 9 de abril de 1853      | Carcagente-Alcira               | 3,631         |
| 1 de mayo de 1853       | Alcira-Benifayó                 | 14,701        |
| 1 de julio de 1854      | Carcagente-Manuel               | 8,962         |
| 20 de diciembre de 1854 | Manuel-Játiva                   | 7,196         |
| 19 de noviembre de 1857 | Játiva-Alcudia de Crespins      | 6,469         |
| 19 de noviembre de 1858 | Alcudia de Crespins-Mogente     | 18,832        |
| 19 de noviembre de 1859 | Mogente-Almansa                 | 49,952        |
| 20 de abril de 1862     | Valencia- Sagunto               | 28,486        |
| 25 de agosto de 1862    | Sagunto-Nules                   | 21,441        |
| 26 de diciembre de 1862 | Nules-Castellón de la Plana     | 17,936        |
| 16 de noviembre de 1863 | Castellón de la Plana-Benicasim | 12,175        |
| 12 de marzo de 1865     | Benicasim-Uldecona              | 80,562        |
| 12 de marzo de 1865     | Amposta-Tarragona               | 69,155        |
| 19 de marzo de 1867     | Uldecona-Tortosa                | 29,278        |
| 8 de mayo de 1867       | Tortosa-Amposta                 | 13,037        |

### Ancho métrico
| Fecha                | Sección           | Longitud (km) |
| 8 de febrero de 1864 | Carcagente-Gandía | ?             |
| 1 de abril de 1884   | Gandía-Denia      | ?             |

## Material motor
La compañía AVT comenzó su explotación con solamente cinco locomotoras, encargadas al Reino Unido. También es cierto que al principio, la línea sólo tenía una longitud de 4 kilómetros. Uno de los inevitables mecánicos británicos que acompañarán esta entrega, Henri Fink, se convertirá posteriormente en jefe de los talleres de la compañía.
| tipo  | N° AVT 1 | N° AVT 2 | N° Norte  | Fabricante                      | N° de fábrica | Año  | Peso (t) | Notas                                 |
| 120 T | 1-3      | 1-3      | 281-283   | Stothert, Slaugther and Company | ?             | 1852 | 18,0     | .                                     |
| 120   | 4-5      | 4-5      | 284-285   | Stephenson                      | 869-870       | 1853 | 22,0     | .                                     |
| 120   | 6-7      | 6-7      | 286-287   | Sharp-Stewart                   | 779-780       | 1854 | ?        | .                                     |
| 120   | 8-10     | 8-10     | 288-290   | Stothert, Slaugther and Company | ?             | 1855 | 24,0     | .                                     |
| 021   | 11-13    | 11-13    | 291-293   | Slaugther & Grunning            | ?             | 1855 | 23,5     | .                                     |
| 030   | 14-17    | 41-44    | 1701-1704 | Slaugther & Grunning            | ?             | 1858 | 30,8     | .                                     |
| 120   | 18-20    | 14-16    | 294-296   | Sharp-Stewart                   | 1183-1185     | 1860 | 23,5     | .                                     |
| 120   | .        | 17-19    | 297-299   | Nasmyth & Wilson                | 202-204       | 1879 | 38,6     | .                                     |
| 021   | .        | 20-23    | 300-303   | Hartmann                        | 1371-1374     | 1885 | 33,6     | .                                     |
| 021   | .        | 20-23    | 300-303   | Hartmann                        | 1371-1374     | 1885 | 33,6     | .                                     |
| 020 T | ?        | 30       | .         | Sharp-Stewart                   | 1305          | 1861 | ?        | .                                     |
| 030   | 21-22    | 45-46    | 1705-1706 | Sharp-Stewart                   | 1222-1223     | 1860 | 30,8     | .                                     |
| 021 T | 23-26    | 51-54    | 320-323   | J.F. Cail & Cie, París          | 1194-1197     | 1863 | ?        | Reformadas en 021 en 1883             |
| 030   | 27-30    | 47-50    | 1727-1730 | J.F. Cail & Cie., París         | 1162-1165     | 1863 | 29,8     | .                                     |
| 021   | 31-40    | 31-40    | 310-319   | J.F. Cail & Cie., París         | 1174-1183     | 1863 | 23,8     | .                                     |
| 021   | 41-50    | .        | .         | J.F. Cail & Cie., París         | 1184-1193     | 1863 | 23,8     | Vendidas al Madrid-Malpartida en 1876 |
| 021 T | 51-55    | 55-59    | 324-328   | J.F. Cail & Cie, París          | 1198-1202     | 1865 | ?        | Reformadas en 021 en 1883             |
| 030   | 56-61    | 60-65    | 1731-1736 | J.F. Cail & Cie, París          | 1166-1269     | 1865 | 29,8     | .                                     |
| 030   | 62-65    | 66-69    | 1707-1710 | Nasmyth & Wilson                | 190-193       | 1876 | 34,8     | .                                     |
| 030   | 66-67    | 70-71    | 1711-1712 | Nasmyth & Wilson                | 200-201       | 1879 | 34,8     | .                                     |
| 030   | .        | 72-77    | 1713-1718 | Sharp-Stewart                   | 2976-2981     | 1881 | 33,7     | .                                     |
| 030   | .        | 78-85    | 1719-1726 | Sharp-Stewart                   | 3680-3687     | 1891 | 33,7     | .                                     |
| 040   | .        | 101-105  | 2701-2705 | Hartmann                        | 1196-1200     | 1883 | 44,6     | .                                     |
| 040   | .        | 106-112  | 2706-2712 | Hartmann                        | 1358-1364     | 1884 | 44,6     | .                                     |